# Hany Ramzy
Hání Gúda Ramzí (Kairó, 1969. március 10. –) egyiptomi labdarúgó, hátvéd, edző.

## Pályafutása

### Klubcsapatban
1987 és 1990 között az el-Ahlíban játszott. 1990 és 1994 között a Neuchâtel Xamax játékosa volt Svájcban. 1994-től 1998-ig a Werder Bremen erősítette. 1998 és 2005 között a Kaiserslauternben játszott. A 2005–06-so idényben a Saarbrücken színeiben fejezte be a pályafutását. 

### A válogatottban
1988 és 2003 között 123 mérkőzésen szerepelt az egyiptomi válogatottban és 3 gólt szerzett. Részt vett az 1990-es világbajnokságon, az 1992-es, az 1994-es, az 1996-os, az 1998-as, a 2000-es és a 2002-es afrikai nemzetek kupáján, valamint az 1999-es konföderációs kupán.

### Edzőként
2005-ben az ENPPI csapatánál kezdte az edzősködés segédedzőként. 2008-ban az egyiptomi U20-as válogatott segédedzője lett, majd kinevezték szövetségi edzőnek. 2010 és 2012 között az U23-as válogatottat irányította és készítette fel a 2012. évi nyári olimpiai játékokra. 2011-ben rövid ideig az egyiptomi válogatott megbízott szövetségi kapitánya volt. 2012 és 2013 között a Lierse vezetőedzője volt Belgiumban. 2014-ben hazatért a Vádí Dedzsla csapatához, ahol egy szezont töltött és 2015-ben az ENPPI vezetőedzője lett. 2016-ban az Arab Emírségekben vállalt munkát a Dubaj CSC csapatánál. 2018 és 2019 között az egyiptomi válogatottnál dolgozott segédedzőként és részt vett a 2018-as világbajnokságon.

## Sikerei, díjai

### Játékosként
el-Ahlí
- Egyiptomi bajnok (1): 1988–89
- Egyiptomi kupagyőztes (1): 1988–89
- Afro-ázsiai klubok kupája győztes (1): 1988

Werder Bremen
- Német szuperkupagyőztes (1): 1994

Egyiptom
- Afrikai nemzetek kupája győztes (1): 1998